# Carlos Herrera (zapaśnik)
Carlos Herrera – wenezuelski zapaśnik w stylu klasycznym. Srebrny medalista mistrzostw panamerykańskich w 2006 roku.